# Psine
Psine (lat. Lamniformes), red morskih pasa u nadresu Galeomorphi čije se vrste za ljude smatraju najopasnijima. Podijeljeni su na sedam porodica

## Porodice
1. Familia Alopiidae Bonaparte, 1835, sabljaši
2. Familia Cetorhinidae Gill, 1861, psine goleme
3. Familia Lamnidae Bonaparte, 1835, psine, kučine
4. Familia Megachasmidae Taylor, Compagno & Struhsaker, 1983
5. Familia Mitsukurinidae Jordan, 1898
6. Familia Odontaspididae Müller & Henle, 1839, zmijozubke
7. Familia Pseudocarchariidae Taylor, Compagno & Struhsaker, 1983

Izumrle porodice
1. Familia Anacoracidae Cappetta, 1987 †[2]
2. Familia Cretoxyrhinidae Glückman, 1958 †[2]
3. Familia Eoptolamnidae Kriwet et al., 2008 †[2]
4. Familia Otodontidae Glikman, 1964 †[2]

Lamniformes incertae sedis
1. genus Carchariolamna Hora, 1939 †[2]
2. genus Isurolamna Cappetta, 1992 †[2]
3. genus Microcorax Cappetta & Case, 1975 †[2]
4. genus Palaeocarcharias Beaumont, 1960 †[2]
5. genus Paracorax Cappetta, 1977 †[2]
6. genus Paranomotodon Herman, 1975[2]

Ime porodice Carchariidae nije prihvaćeno i sinonim je za Odontaspididae Müller & Henle, 1839

## Vanjske poveznice
|  | Zajednički poslužitelj ima još gradiva o temi Lamniformes |
|  | Wikivrste imaju podatke o taksonu Lamniformes             |